# 大垣市立江東中学校
大垣市立江東中学校（おおがきしりつ えひがしちゅうがっこう）は、かつて岐阜県大垣市にあった公立中学校。

## 概要
- 校区は大垣市南部（旧・安八郡洲本村・浅草村）であった。1967年、川並中学校と統合し、江並中学校の新設により廃校。廃校時は江東小学校に併設されていた。
- 廃校後、校舎は1968年3月迄、江並中学校江東教室として使用された。

## 沿革
- 1947年（昭和22年）4月1日 - 安八郡洲本村と浅草村で学校組合を設置し、安八郡学校組合立江東中学校として開校。
- 1947年（昭和22年）10月1日 - 洲本村が大垣市に編入される。同時に大垣市安八郡学校組合立江東中学校に改称する。
- 1948年（昭和23年）6月1日 - 浅草村が大垣市に編入される。同時に大垣市立江東中学校に改称する。
- 1949年（昭和24年）4月 - 大垣市立江東小学校に併設となり、大垣市立江東小中学校となる。
- 1967年（昭和42年）4月 - 川並中学校と統合し、江並中学校の新設により廃校。江並中学校校舎未完成のため、江東中学校校舎は江並中学校江東教室となる。
- 1968年（昭和43年）3月 - 江並中学校江東教室を廃止。